# サロモン・コーニンク
サロモン・コーニンク（Salomon Koninck、姓は Coninck または Koninkとも、1609年 - 1656年8月8日（葬礼日））はオランダ黄金時代の画家、版画家の一人である。風俗画や歴史画を描いた。

## 略歴
アムステルダムの金細工師の息子に生まれた。甥のヤーコブ・コーニンク(c.1615–c.1695)とフィリップス・コーニンク(1619-1688)も画家になった。ピーテル・ラストマン（Pieter Lastman: 1583-1633）やフェナント(François Venant:1591-1636)、クラース・コルネリスゾーン・ムーヤールト(Claes Cornelisz. Moeyaert:1592-1655)、コレインス(David Colijns: c.1582-c.1666)といったアムステルダムの画家たちの中で修行した。1630年にアムステルダムの聖ルカ組合の会員になった。生涯アムステルダムで活動し、レンブラントの働いていたヘンドリク・アイレンブルフ (Hendrick Uylenburgh:ca. 1587-1661)の工房でしばしば働いた 
。
2度結婚し、はじめは画家のアドリアン・ファン・ニウラントの娘と結婚し、2度目は画家アントニー・フェルスターレンの妹と結婚した。
画家、版画家として働き、宗教画、風俗画を描いた。しばしば、年老いた学者という題材の作品を描いた。

## 作品

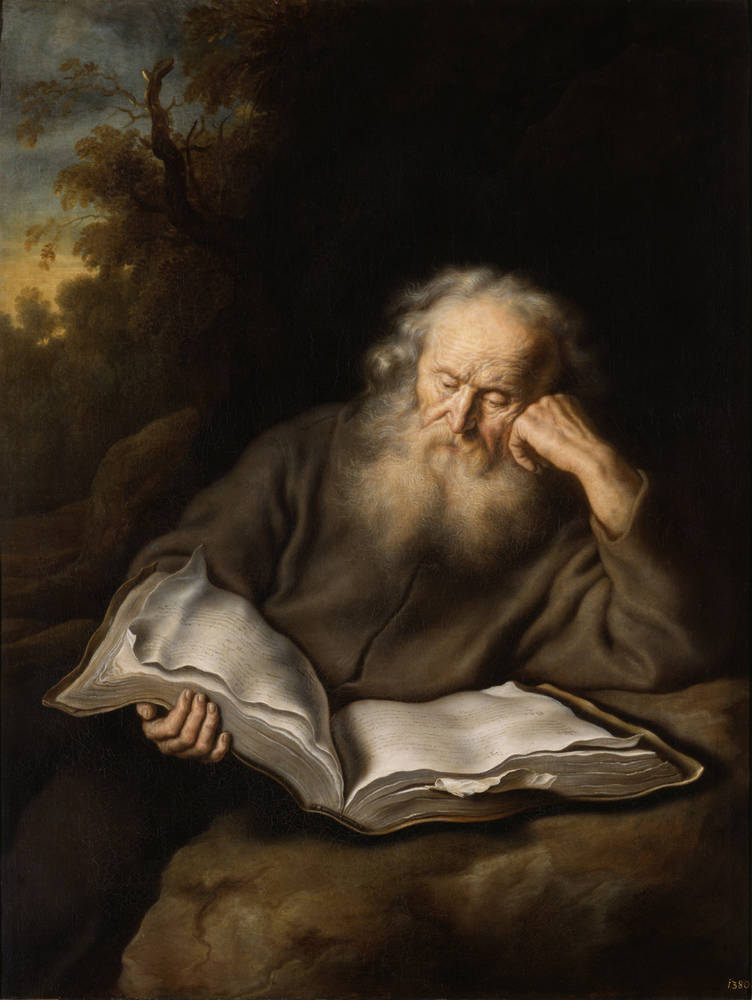
『隠者』 アルテ・マイスター絵画館蔵
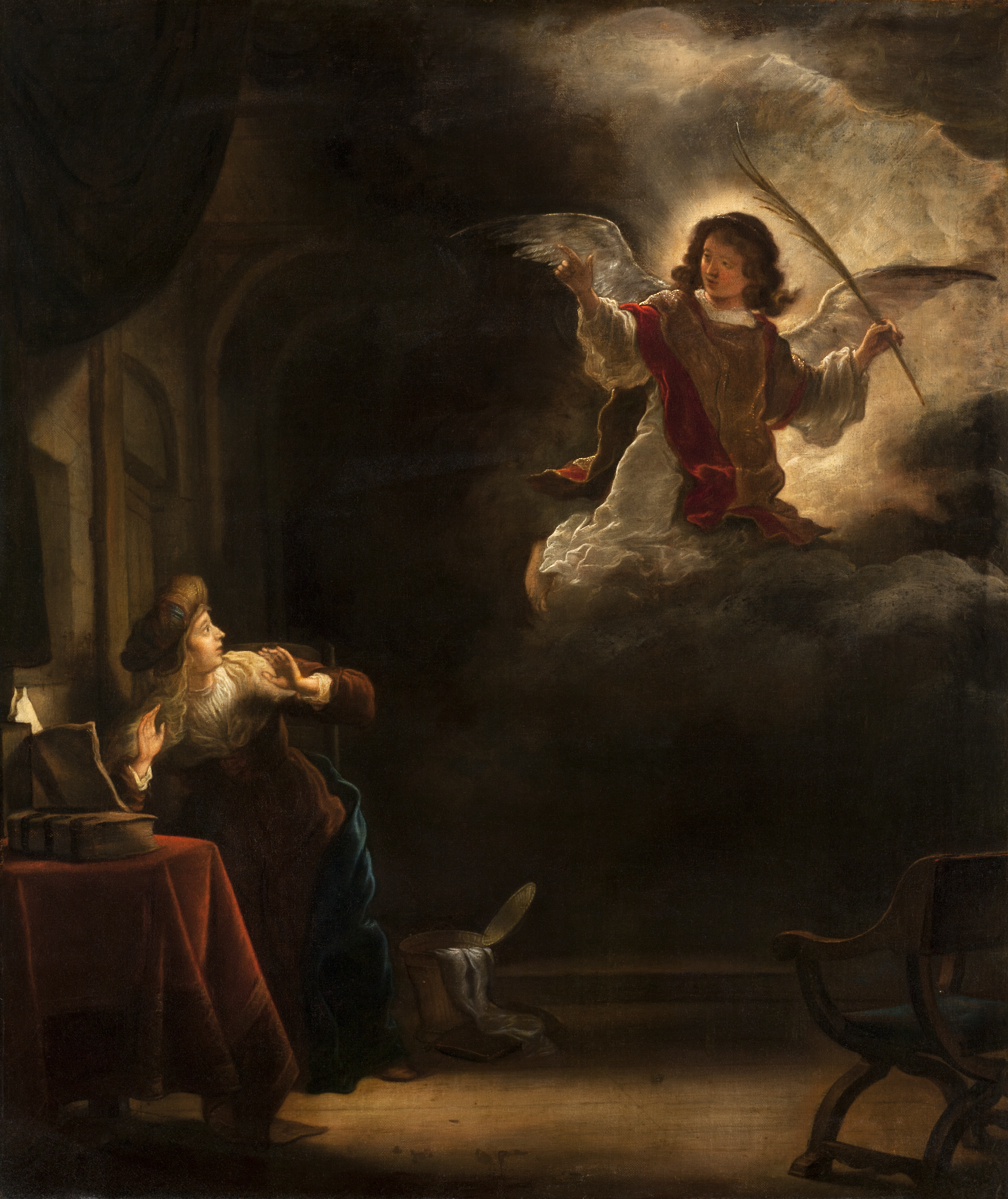
『受胎告知』 Hallwyl Museum 蔵
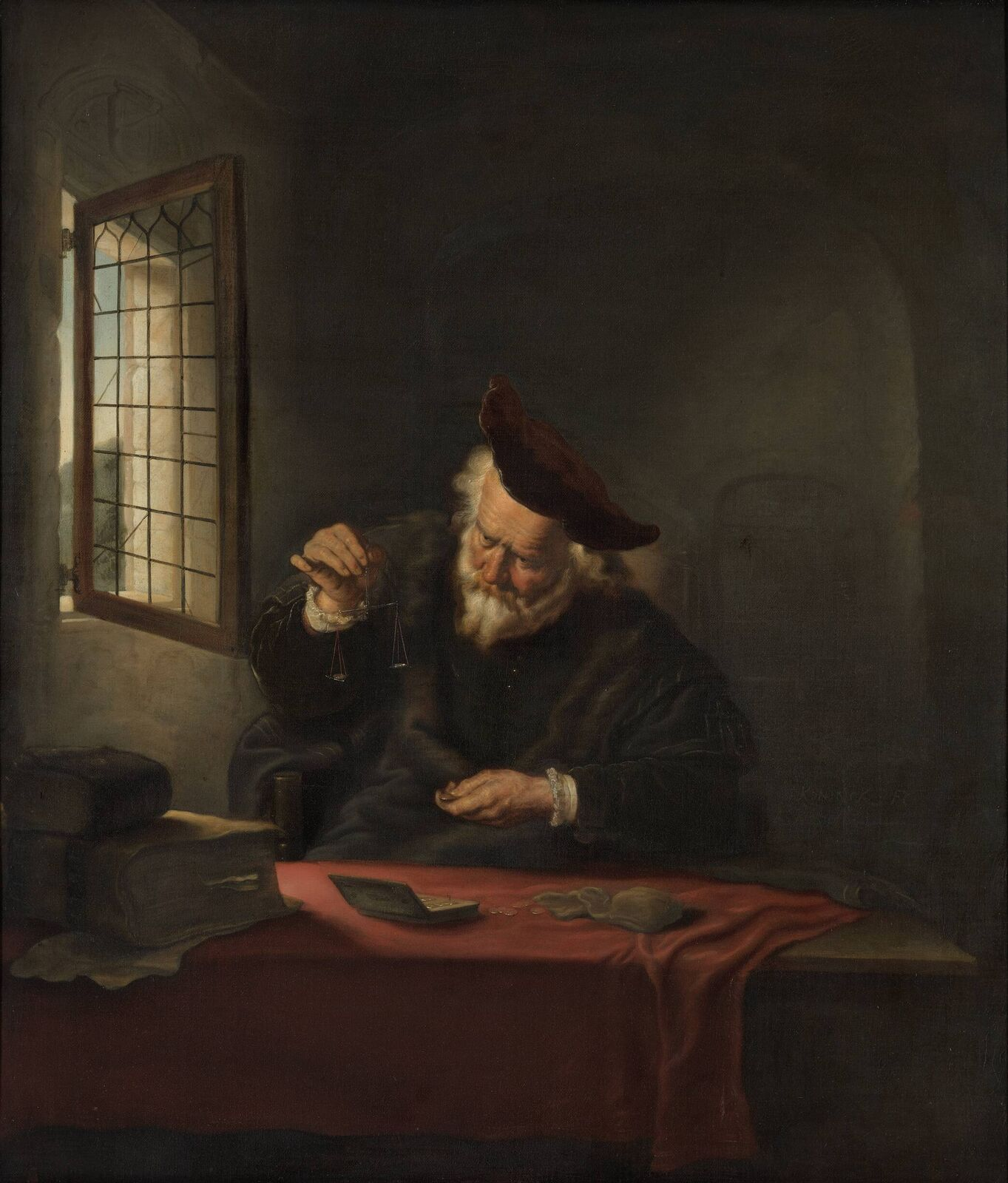
『両替商』 ボイマンス・ヴァン・ベーニンゲン美術館蔵
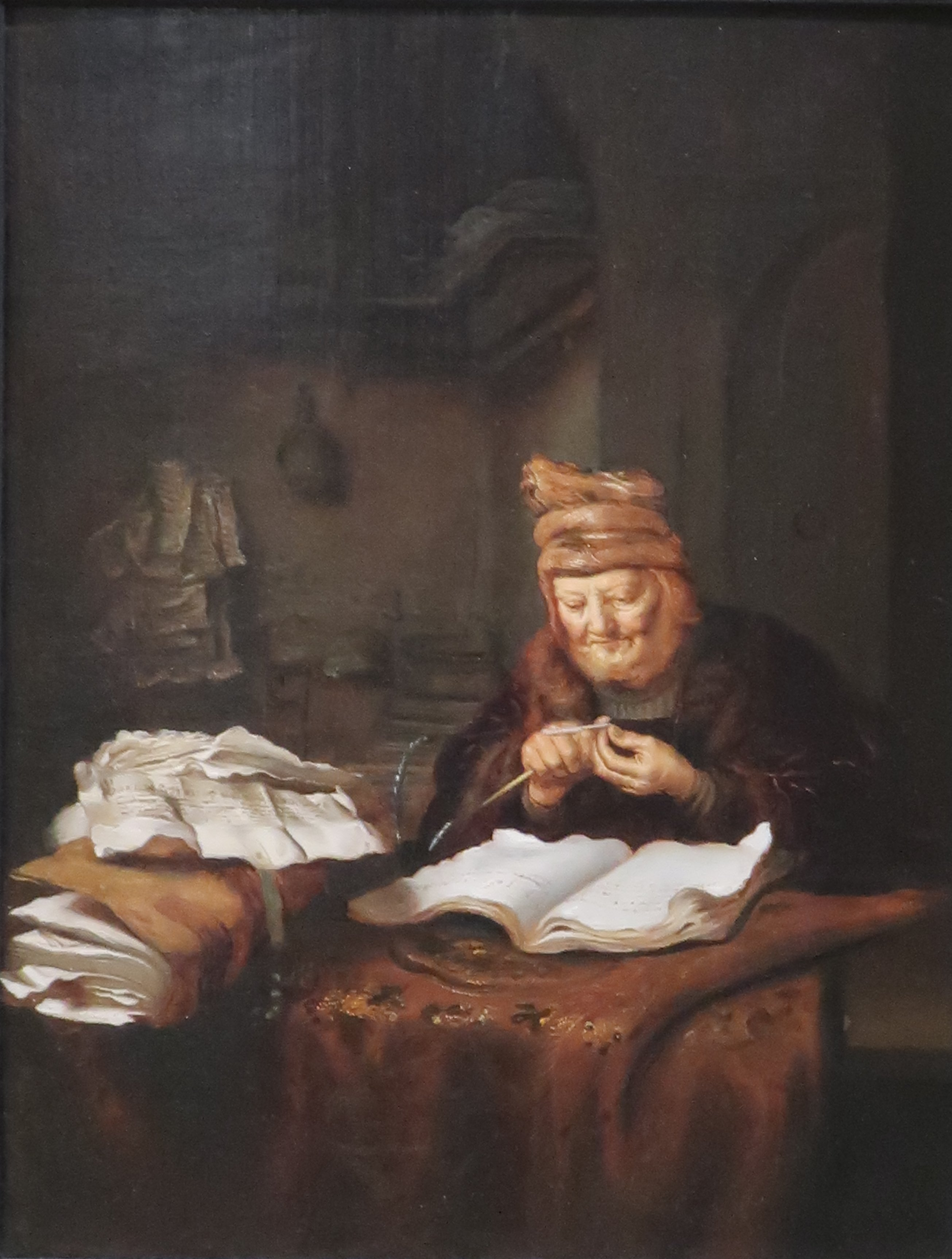
『年老いた学者』 Phoenix Art Museum 蔵
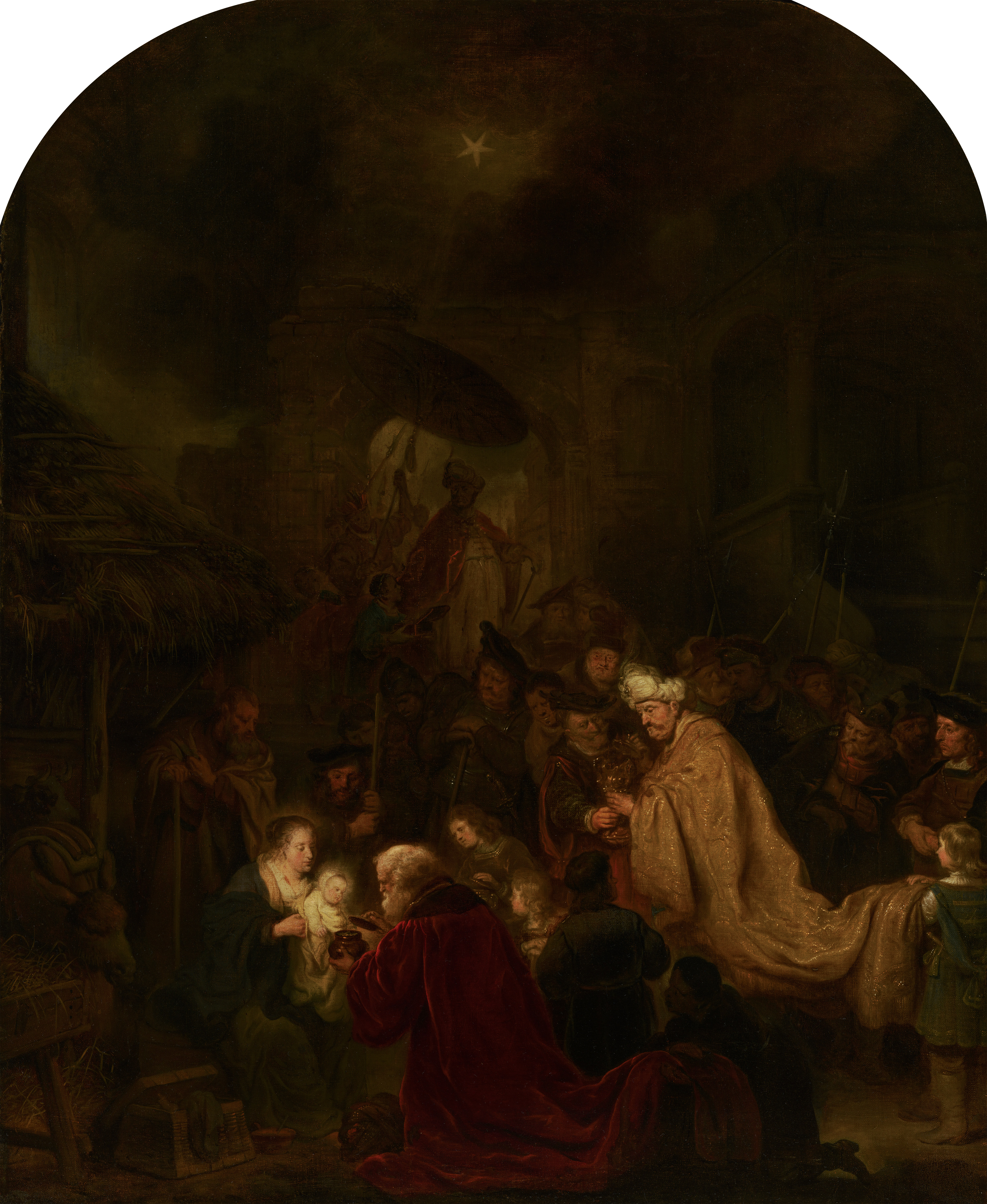
『東方三博士の礼拝』 マウリッツハイス美術館蔵
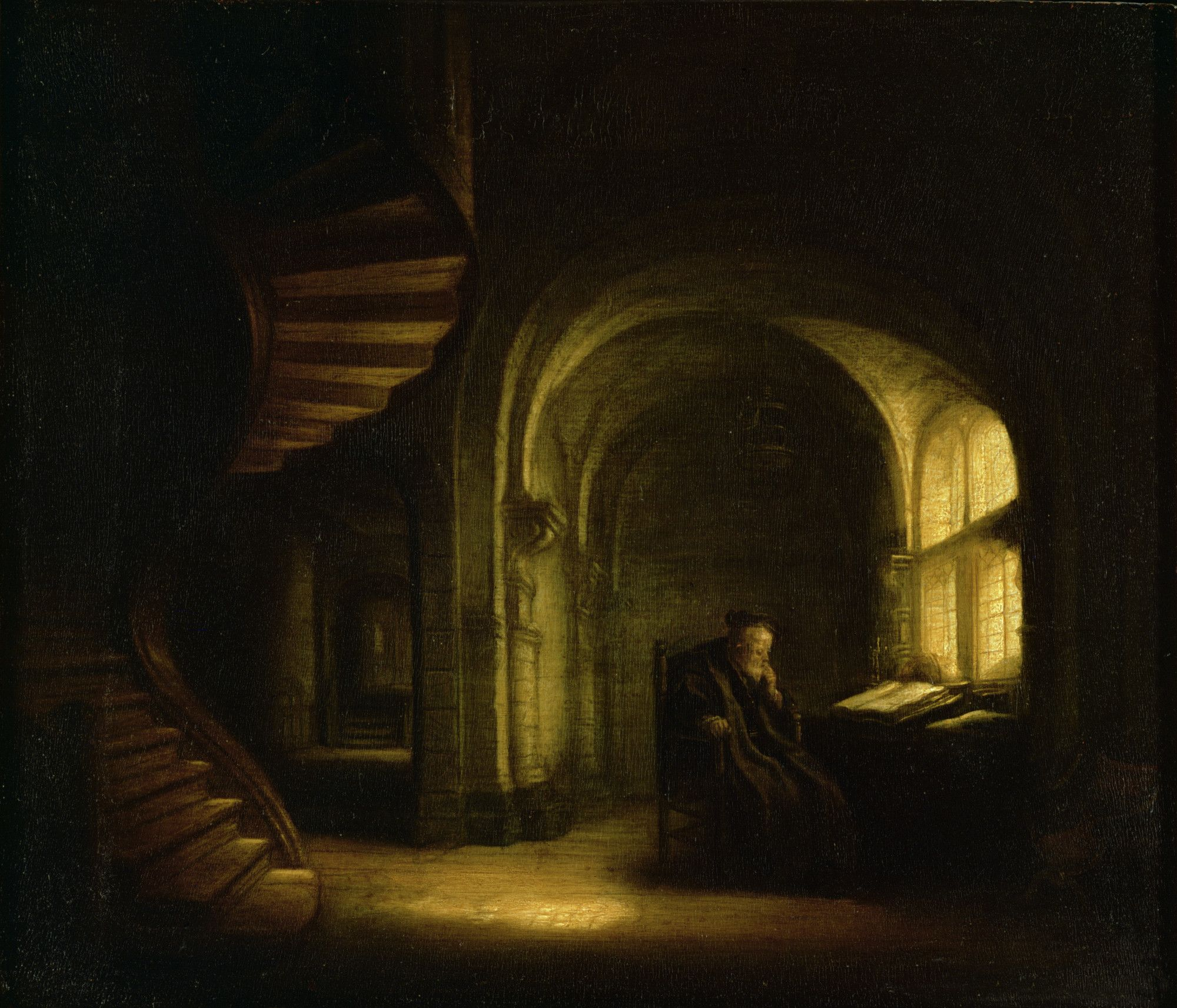
『本を開く学者』 ルーブル美術館蔵
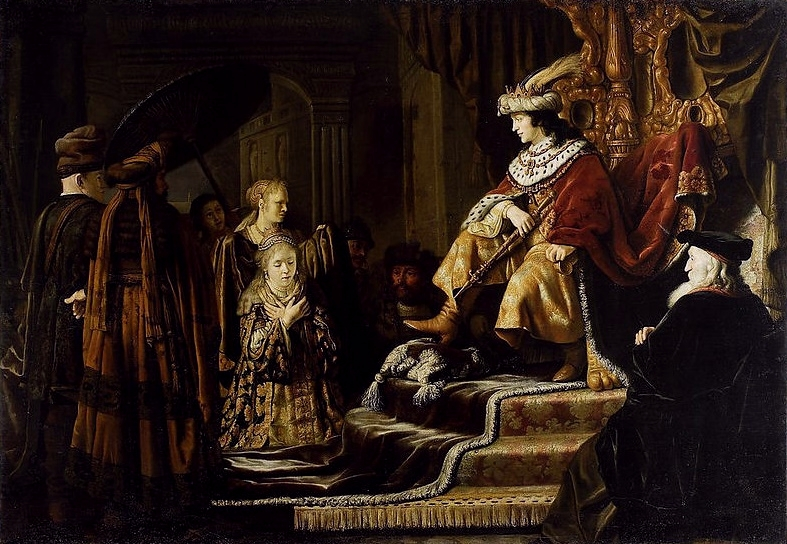
『アハシュエロスの前のエステル』 ワルシャワ国立美術館蔵
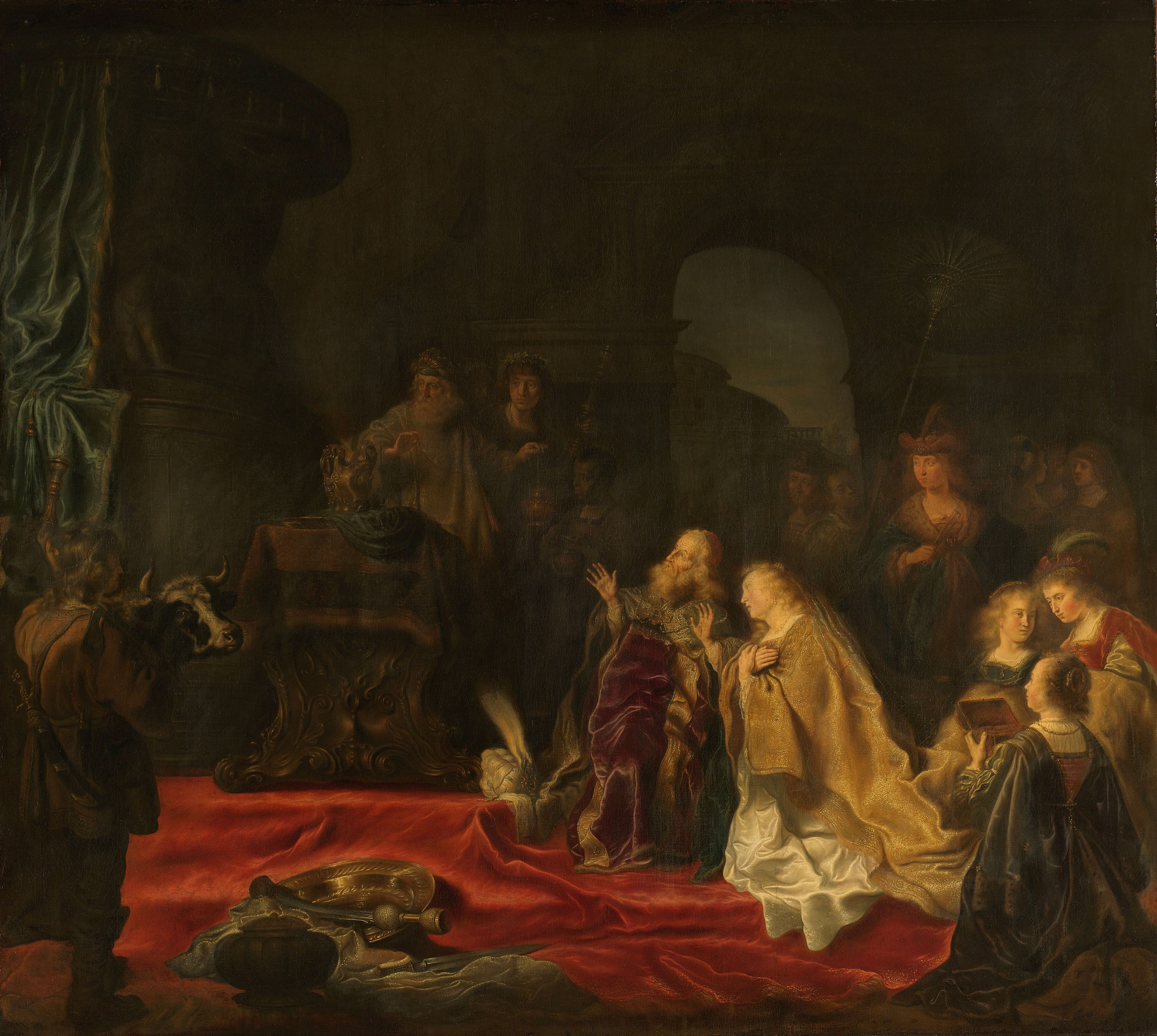
De afgoderij van koning Salomo